# Kelberg
Kelberg è un comune di 1.975 abitanti della Renania-Palatinato, in Germania.
Appartiene al circondario (Landkreis) del Vulkaneifel (targa DAU) ed è parte della comunità amministrativa (Verbandsgemeinde) di Kelberg.

## Collegamenti esterni

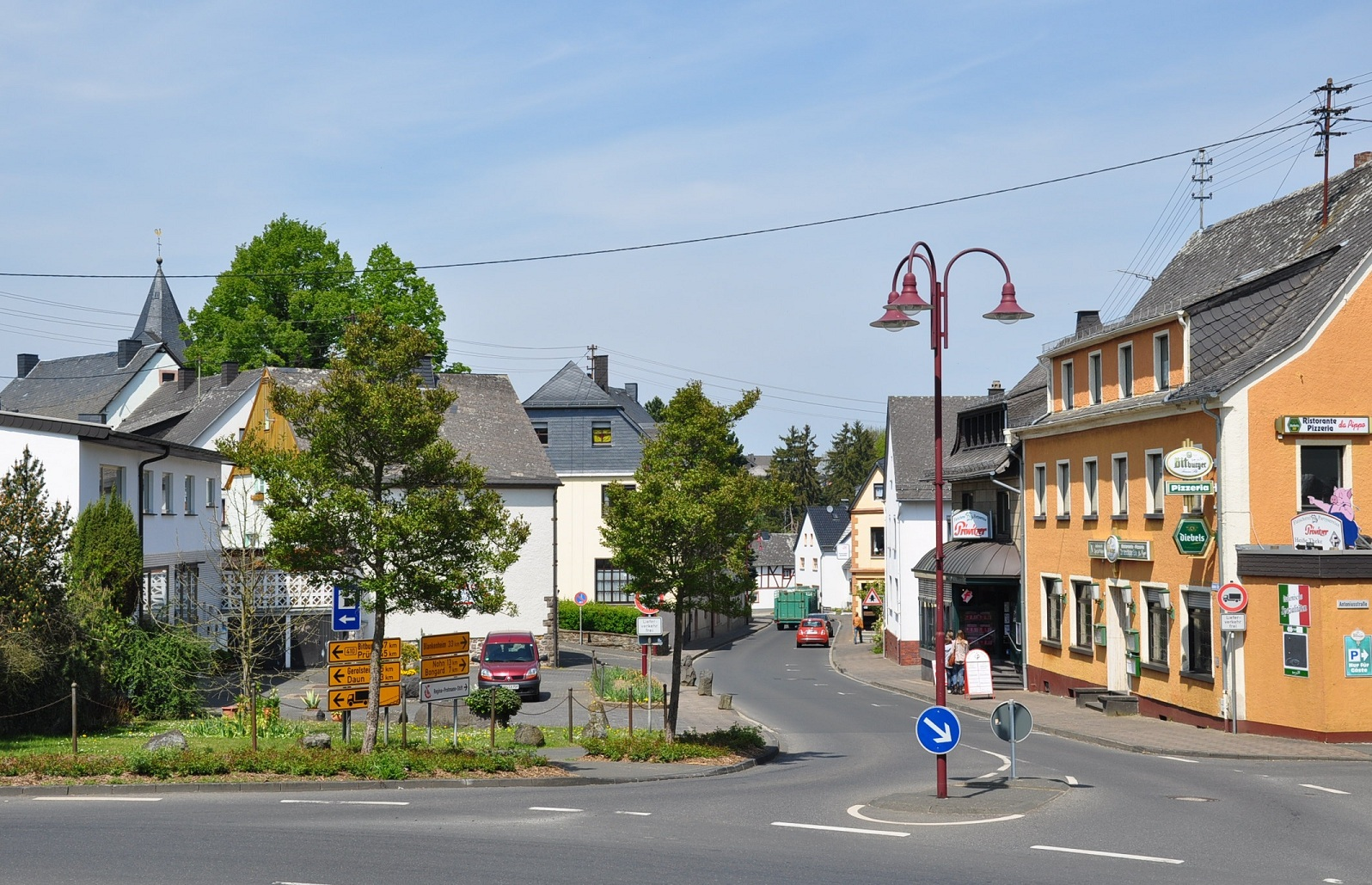
Kelberg